# しばたろ
しばたろ（1999年3月20日-）は、埼玉県出身の日本の映像作家、映像ディレクター、CGデザイナー、配信者、Minecraft生活サーバー(寝床鯖)管理人。
企業ではEスポーツやゲーム大会の生配信中に使用する映像の制作をするとともに、個人ではライブ配信プラットフォームTwitchで配信活動をしている。
また、自身のTwitchチャンネルのサブスクライブ特典として、Minecraftにて24時間生活サーバー・寝床鯖の管理をしている。